# Christine Poulin
Christine Poulin (Fraire, 2 juli 1962) is een Belgisch politica voor de PS.

## Levensloop
Poulin liep school in Couvin en Walcourt en trok daarna naar het Atheneum van Philippeville, alvorens ze hogere studies in secretariaat en talen (Engels, Duits en Nederlands) doorliep aan de Université du Travail in Charleroi. Nadien trok ze naar de Verenigde Staten van Amerika, waar ze een diploma in financial management behaalde aan Wright-Patterson in Ohio. 
In 1982 begon Poulin haar professionele carrière bij een Amerikaans bedrijf gevestigd in Brussel. Twee jaar later, in 1984, werd ze aangeworven door de US Air Force, als budgetverantwoordelijke op de Amerikaanse vliegbasis in Florennes. Vervolgens verleende ze tot in 2003 haar diensten aan verschillende bedrijven in de privésector, achtereenvolgens bij ACEC in Charleroi, op de commerciële dienst van het bedrijf Riche en bij een import-export-bedrijf in Charleroi. 
Zeer actief in het lokale verenigingsleven van Walcourt, werd Poulin door het plaatselijke PS-boegbeeld Marcel Leclercq gevraagd om op te komen bij de gemeenteraadsverkiezingen van oktober 2000. Ze werd verkozen tot gemeenteraadslid, maar belandde op de oppositiebanken. Poulin besloot zich helemaal toe te leggen op een carrière in de publieke sector en nadat ze een opleiding in de administratieve wetenschappen en financiën had gevolgd in Namen, ging ze van 2003 tot 2009 aan de slag als parlementair medewerker van Waals Parlementslid Maurice Bayenet. Vervolgens was ze van 2009 tot 2014 parlementair attaché van de PS-fractie in het Waals Parlement.
Na de gemeenteraadsverkiezingen van oktober 2006 belandde de PS in Walcourt in de meerderheid en werd Poulin onder de nieuwe burgemeester Marcel Leclercq schepen van Financiën, Openbare Werken, Ruimtelijke Ordening, Folklore en Ouderen. In februari 2010 trok Leclercq zich terug als burgemeester, waarna Poulin hem opvolgde in deze functie.   Na de verkiezingen van 2012 en die van 2018 kon ze burgemeester blijven.
Bij de Waalse verkiezingen van 25 mei 2014 bekleedde Poulin de tweede plaats op de kieslijst in het arrondissement Dinant-Philippeville. Ze raakte verkozen in het Waals Parlement en werd zodoende ook lid van het Parlement van de Franse Gemeenschap. In de eerste assemblee zetelde ze van 2014 tot 2017 in de commissies Economie en Innovatie en Begroting en Openbaar Ambt, van 2016 tot 2017 in de commissie Landbouw, Toerisme en Patrimonium en in 2017 enkele maanden in de commissie Lokale Besturen, Huisvesting en Sportinfrastructuren. Als Waals Parlementslid mengde ze zich vooral in dossiers betreffende mobiliteit, leefmilieu, telewerken, nieuwe technologieën en digitalisering. Ook mobiliseerde ze haar collega-parlementsleden voor het behoud van de Thalys op het Waalse grondgebied en ijverde ze voor een betere sociale bescherming van landbouwers. In 2016 werd een voorstel tot resolutie van haar hand aangenomen over de strijd tegen sociale dumping bij de uitvoering van openbare aanbestedingen goedgekeurd door de Waalse administratie. In het Waals Parlement zetelde Poulin voorts in 2017 in de parlementaire onderzoekscommissie naar het functioneren en de transparantie van de intercommunale Publifin en was ze van 2017 tot 2019 ondervoorzitter van de commissie Lokale Besturen, Huisvesting en Sportinfrastructuren. In het Parlement van de Franse Gemeenschap zetelde Poulin in de commissie Begroting, Openbaar Ambt en Administratieve Vereenvoudiging, waar ze vanaf januari 2019 ondervoorzitter van was.
In mei 2019 werd Poulin niet herkozen in haar parlementaire mandaten. In januari 2021 ging ze vervolgens aan de slag als kabinetsmedewerker van federaal minister van Werk Pierre-Yves Dermagne. Ook in juni 2024 werd ze niet verkozen in het Waals Parlement.
Bovendien zetelt Poulin sinds 2009 in de raad van bestuur van het Economisch Bureau van de provincie Namen, waar ze van 2009 tot 2018 tevens in het directiecomité zetelde. Daarnaast was ze van 2013 tot 2014 bestuurder bij INASEP, de Naamse intercommunale voor publieke diensten, en van 2014 tot 2023 bestuurder bij de Fondation rurale de wallonie, het Waalse overheidsagentschap voor landelijke ontwikkeling. Sinds 2019 is ze bestuurslid bij de Waalse vereniging voor steden en gemeenten UVCW.